# Gynodiastylis ampla
Gynodiastylis ampla är en kräftdjursart som beskrevs av Hale 1946. Gynodiastylis ampla ingår i släktet Gynodiastylis och familjen Gynodiastylidae. Inga underarter finns listade i Catalogue of Life.